# The Cassandra Complex (banda)
The Cassandra Complex é um grupo britânico de rock eletrônico formado em 1980 por Rodney Orpheus, Paul Dillon e Andy Booth, local Leeds, Inglaterra. A formação atual mantém dois integrantes da fase inicial do grupo, Orpheus e Booth, tendo ingressado posteriormente os músicos de Hamburgo, Alemanha, Volker Zacharias e Axel Ermes.
A sonoridade da banda inclui elementos de EBM, industrial, rock gótico, new wave e synthpop, indicando forte influência
de Joy Division, Ramones e Kraftwerk.

## História
A banda surgiu da amizade entre Rodney Orpheus e Paul Dillon. Eles se conheceram depois que Orpheus invadiu a festa de comemoração dos 21 anos de idade de Dillon. Os projetos começaram com a participação na produção multimédia para grandes apresentações com a presença de vários artistas de vanguarda da época.
Andy Booth foi um jornalista que entrevistou a banda e posteriormente tornou-se integrante.
A banda lançou seu primeiro single, "March", em março de 1985. Em abril gravaram ao vivo e lançaram a gravação de forma independente numa fita K7. Em seguida a banda assinou contrato com a gravadora Rouska. Dillon afastou-se da a banda para seu casamento e assim a banda convidou um amigo de infância de Rodney, John Marchini, com Jez Willis e Keith Langley como convidados também para participar das atividades ao vivo e em estúdio.

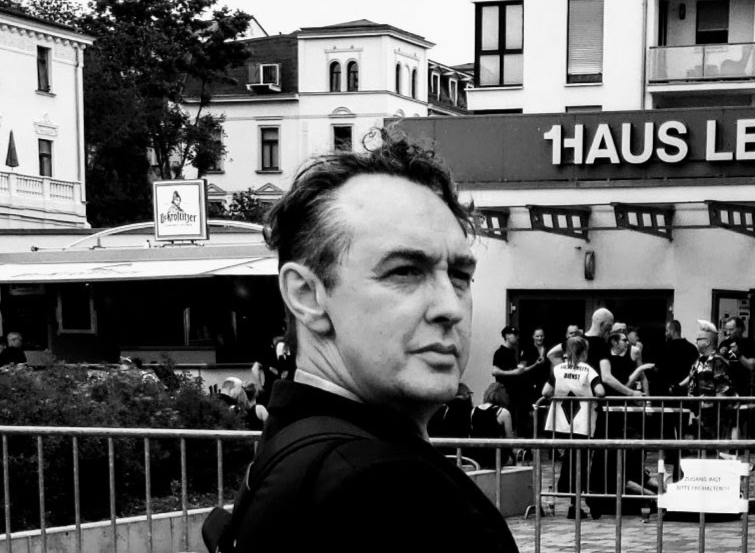
Cantor Rodney Orpheus no WGT Festival em 2019, Leipzig, Alemanha.

Essa formação lançou dois álbuns pela gravadora Rouska, Grenade (1986) e Hello America (1987), e adicionaram faixas às compilações Raging Sun (1985) e Zarah Leander's Greatest Hits (1987).  Depois disso, assinaram contrato com o selo belga Play It Again Sam label, que lançou um álbum duplo ao vivo, Feel the Width, em 1987. Durante a produção do álbum Theomania, em 1988, Marchini e Booth saíram da banda, levando Orpheus a convidar outros artistas para uma nova formação que resultou na produção e lançamento do álbum Satan, Bugs Bunny, and Me, em 1989.
O guitarrista Volker Zacharias, da banda Girls Under Glass, juntou-se à banda um ano depois e tem se mantido um integrante estável por mais de três décadas.
Durante a trajetória existencial da banda, Orfeu também começou a trabalhar no livro Abrahadabra, publicado pela Looking Glass Press, Suécia e posteriormente republicado pela Weiser Books.
Orpheus montou um estúdio de gravação em Hamburgo para a banda produzir seus álbuns, além de produzir e remixar discos para outros artistas alemães, incluindo Die Krupps e Girls Under Glass.

Orpheus teve um papel no filme de vampiros alemão Kiss My Blood, e fez turnê com The Sisters of Mercy. Ele foi descrito como um " tecnopagão " na visão geral de Mark Dery, em 1996 sobre a cibercultura de Escape Velocity:

Para Rodney Orpheus, a facilidade com que tais metáforas são viradas de cabeça para baixo sublinha a sua crença de que não há nada de contraditório no termo tecnopagão na cibercultura do final do século. “As pessoas dizem: 'os pagãos sentam-se na floresta adorando a natureza; o que você está fazendo bebendo coca-cola diet na frente de um Macintosh?' " diz Orpheus, que além de ser um hacker é um aficionado por máquinas mentais. "Mas quando você usa um computador, você está usando sua imaginação para manipular a realidade do computador. Bem, é exatamente disso que se trata a feitiçaria - mudar a qualidade plástica da natureza em um nível básico. E é por isso que as técnicas mágicas que datam de centenas de anos são totalmente válidas na era cyberpunk.”
Booth tornou-se advogado e chefe da empresa Turner Parkinson, em Manchester.
A banda continuou com Orpheus e Zacharias lançando Cyberpunx'’, The War Against Sleep e Sex & Death'’. Em 1995, Orpheus trabalhou com Patricia Nigiani e Markus Giltjes em um projeto paralelo chamado Sun God.
Em 2000, a banda lançou o álbum Wetware'’ pela SPV na Europa e pela Gravadora Metropolis nos EUA.
O álbum ficou em 32º lugar no Top 50 de álbuns da German Alternative Charts (DAC) de 2000.
O EP Twice as Good'’ também foi lançado em 2000, ocupando a 84ª posição na parada DAC Top Singles de 2000.
Orpheus também produziu os álbuns surround Planet Earth'’ para LTJ Bukem e A Gigantic Globular Burst of Anti-Static'’ para The Future Sound of London, e publicou seu segundo livro Grimoire de Aleister Crowley.
Em 2007, a banda recebe Volker Zacharias para fazer vários shows em festivais na Europa e no Brasil. Posteriormente, Dillon desligou-se da banda novamente e foi substituído por Axel Ermes. A atual formação de quatro integrantes continuou a fazer shows regulares desde então.
Em 2019, a banda remasterizou e relançou seus dois primeiros álbuns, Grenade'’ e Hello America'’.
No final de 2020, a banda lançou um single de estúdio: The Crown Lies Heavy on the King (Destroy Donald Trump Mix)” que alcançou o número 3 na parada alternativa alemã em 31 de dezembro de 2020.
A banda lançou um novo álbum de estúdio intitulado “The Plague”, o primeiro em um hiato de 22 anos, em 6 de maio de 2022.

## Discografia

### Álbuns de estúdio
- Grenada (1986) Rouska
- Theomania (1988) Play It Again Sam
- Satan, Bugs Bunny, and me ... (1989) Play It Again Sam
- Cyberpunx (1990) Play It Again Sam
- The War against Sleep (1992) Play It Again Sam
- Sex & Death (1993) Play It Again Sam
- Wetware (2000) Metropolis
- Granada - 2019 Remaster (2019) Complex Music
- Hardware - 2019 Remaster (2019) Complex Music
- Software - 2019 Remaster (2019) Complex Music
- A Peste (2022) Complex Music

### Álbuns ao vivo
- Ao vivo in Leather (1985) Complex (apenas K7)
- Feel the Width (1987) Play It Again Sam
- Beyond the Wall of Sleep (1992)

### Compilações
- Raging Sun (1985) Rouska
- Hello America (1986) Rouska
- Zarah Leander's Greatest Hits (1987) Rouska
- Work 1.0 (1995) PIAS
- Dancing in Darkness (2019) PIAS
- Hello America - 2019 Remaster (2019) Complex Music

### Singles e EPs
- March (1985) Complex
- Moscow, Idaho (1985) Rouska
- Datakill (1986) Rouska
- Kill your Children/Something came over me/Angels In The Sky (1987) Play It Again Sam
- 30 Minutes of Death (1988) aka "Gunship"
- Penny Century (1988)
- Finland (1990) Play It Again Sam
- Nice Work (1990) Play It Again Sam
- Gnostic Christmas (1991) free with limited edition of "War against Sleep"
- Give me what I need (1994) Play It Again Sam
- Twice as Good (2000)
- Twice as Good - 2019 Remaster (2019)
- The Crown Lies Heavy on the King (Destroy Donald Trump Mix) (2020)

### Trabalhos associados de Rodney Orpheus
- Third Circle – Last Night (1984) (Producer)
- Set Fatale - Set Fatale (1988) (Produtor)
- Girls Under Glass – Positivo (1990) (Produtor)
- Sisters of Mercy – Under The Gun (1992) (teclados/aparência no Top of the Pops)
- Catastrophe Ballet – Transição ( 1992) (Produtor)
- Die Krupps – Fatherland (1994) (Remixer w/ Andrew Eldritch)
- Rodney Orpheus - Sun God (1995) (vocais, instrumentos, produtor, compositor)
- Asylum – Vent (1995) (Produtor)
- Aurora Sutra - Passando em silêncio para a noite (1996) (Produtor)
- INRI – Toda a Natureza se Renova pelo Fogo (1996) (Produtor)
- Still Silent - Still Silent (1996) (vocais, letras)
- Faith & the Muse – Vera Causa (2000) (Remixer)
- Soil & Eclipse – Purity (2002) (Remixer)
- Kraftwerk – Trilhas sonoras do Tour de France (2003) (consultor técnico)
- LTJ Bukem - Planeta Terra (2004) (Produtor)
- Beborn Beton - Outro Mundo (2004) (Remixer)
- Orquestra Sinfônica de Londres – Clássicos de Beethoven (Diretor Criativo)
- Orquestra Sinfônica de Londres – Handel's Water Music (2005) (Diretor Criativo)
- Orquestra Sinfônica de Londres – Mozart Classics (2005) (Diretor Criativo)
- Orquestra Sinfônica de Londres - O Quebra-Nozes de Tchaikovsky (2005) (Diretor Criativo)
- Orquestra Sinfônica de Londres – Clássicos de Bach (2005) (Diretor Criativo)
- Orquestra Sinfônica de Londres – Clássicos de Tchaikovsky (2005) (Diretor Criativo)
- Future Sound of London - A Gigantic Globular Burst of Anti-Static (2006) (Produtor)
- Within Temptation - And We Run ft Xzibit (WholeWorldBand Edition) (2015) (Remixer)
- Rodney Orpheus - Sun God (2020 Remaster (2020) (vocais, instrumentos, produtor, compositor)
- Rodney Orpheus - Places Beginning with N (2020) (teclados, produtor, compositor)
- Lifeline International - Come Together (2022) (Intérprete)